# Малое Зверево (Ростовская область)
Малое Зверево — хутор в Красносулинском районе Ростовской области.
Входит в состав Владимировского сельского поселения.

## География
На хуторе имеется одна улица: Колхозная.

## Население
| 2010 |
| ---- |
| 308  |